# 史提夫·斯托克曼

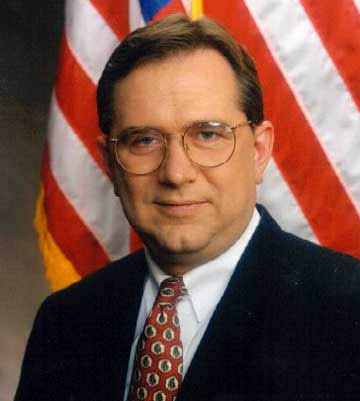
史提夫·斯托克曼

史提夫·斯托克曼（Steve Stockman；1956年11月14日—）是美國的一位政治人物。他在2013年至2015年是德克薩斯州第36選舉區選出的美國眾議院議員。他的黨籍是共和黨。斯托克曼在2014年參加了得克薩斯的參議院議員選舉，但不敵約翰·康寧。斯托克曼曾經是一位電腦銷售員。